# Шуанлю (аэропорт)
Международный аэропорт Чэнду́-Шуанлю́ (кит. упр. 成都双流国际机场, пиньинь Chéngdū Shuāngliú Guójì Jīchǎng, палл. Чэнду Шуанлю гоцзи цзичан, англ. Chengdu Shuangliu International Airport) (ИАТА: CTU, ИКАО: ZUUU) — крупный аэропорт на севере провинции Сычуань, Китайская Народная Республика. Расположен в уезде Шуанлю, в 20 км к юго-западу от центра города Чэнду.
В 2016 году аэропорт Шуанлю обслужил 46,3 млн. пассажиров (4-е место среди китайских аэропортов, 27-е место в мире).
Аэропорт Шуанлю — хаб авиакомпаний «Air China», «Sichuan Airlines» и «Chengdu Airlines».

## См. также

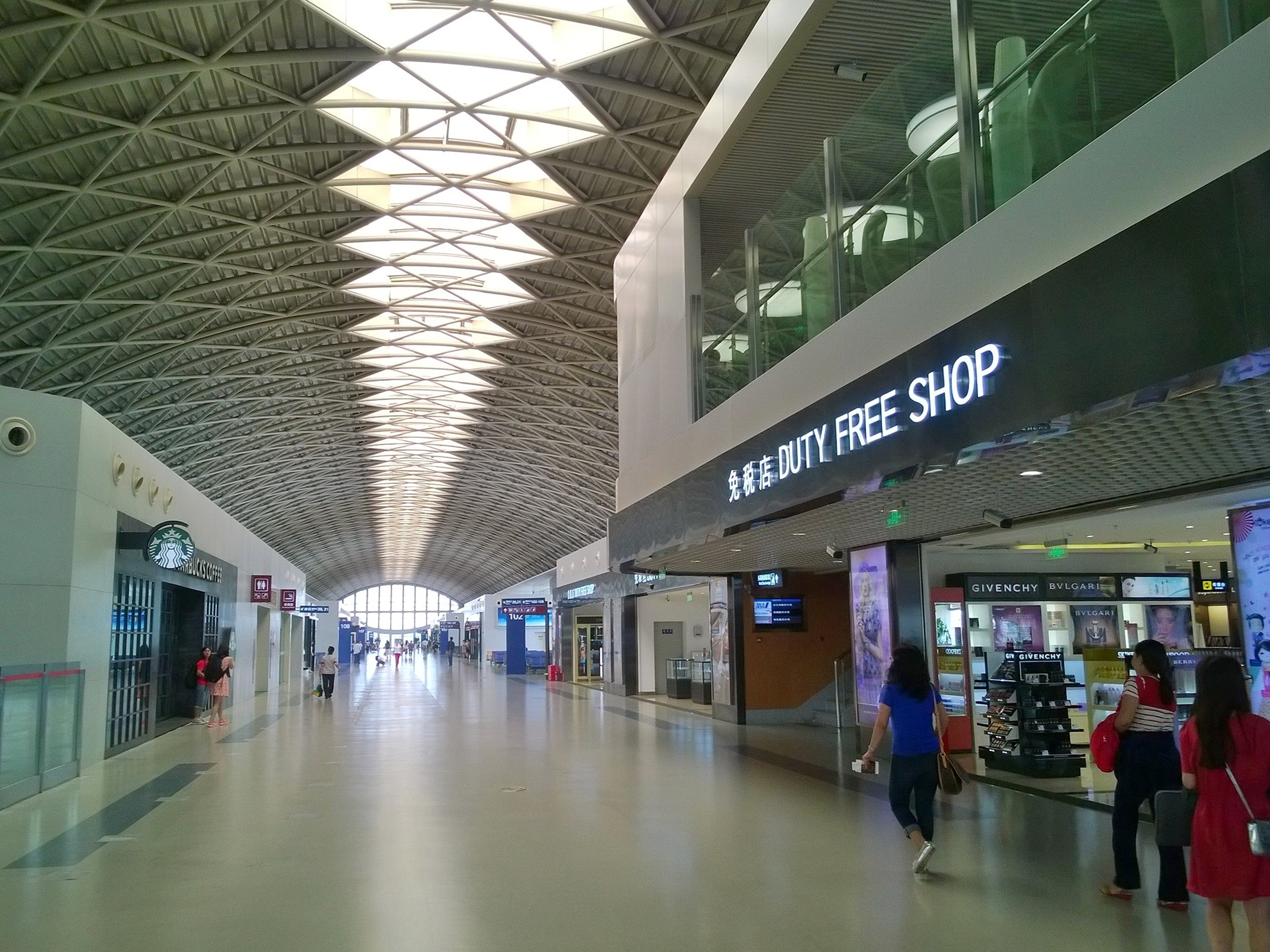
CTU T1 International
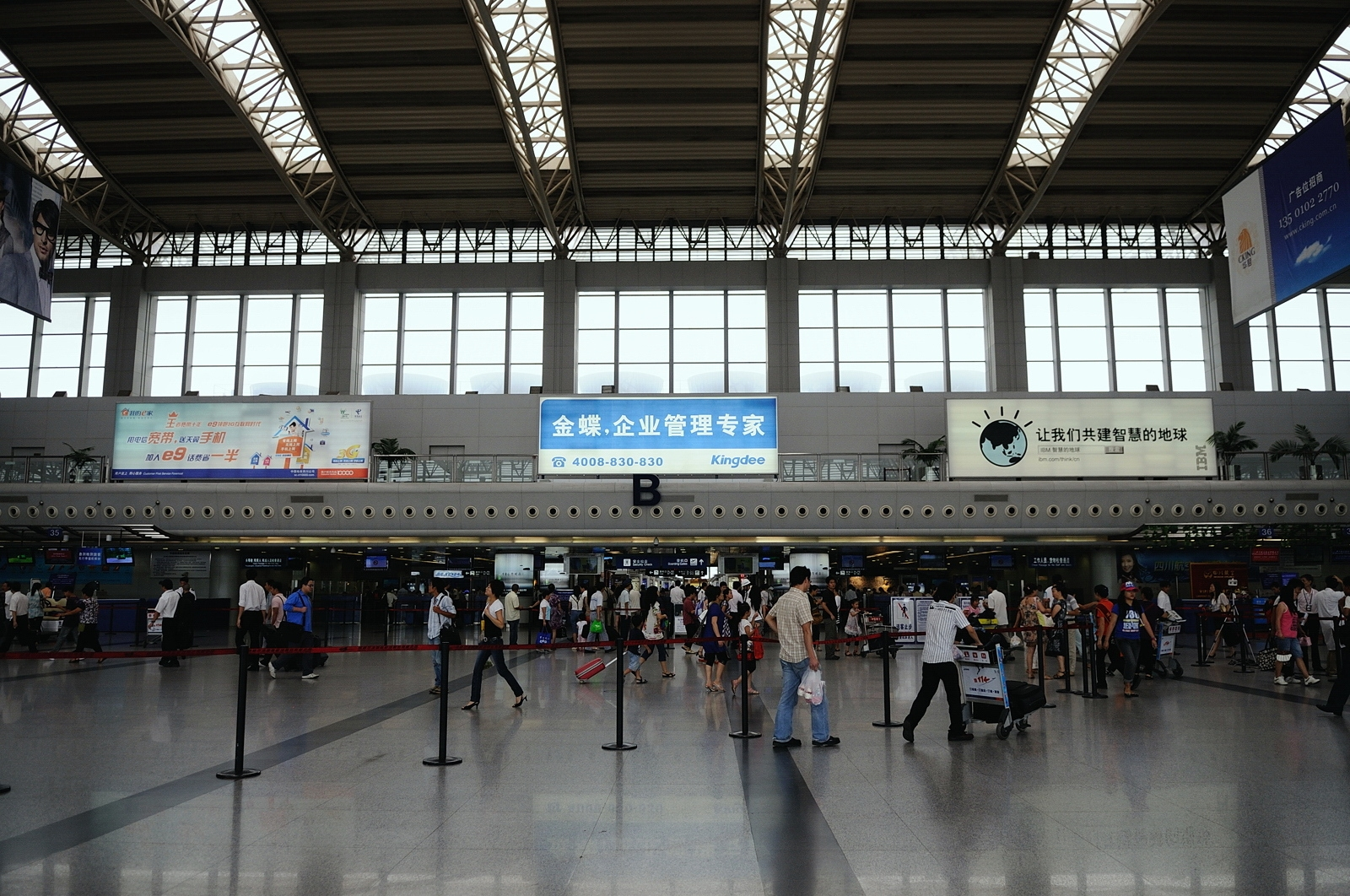
Terminal 1 Chengdu Shuangliu Int'l Airport
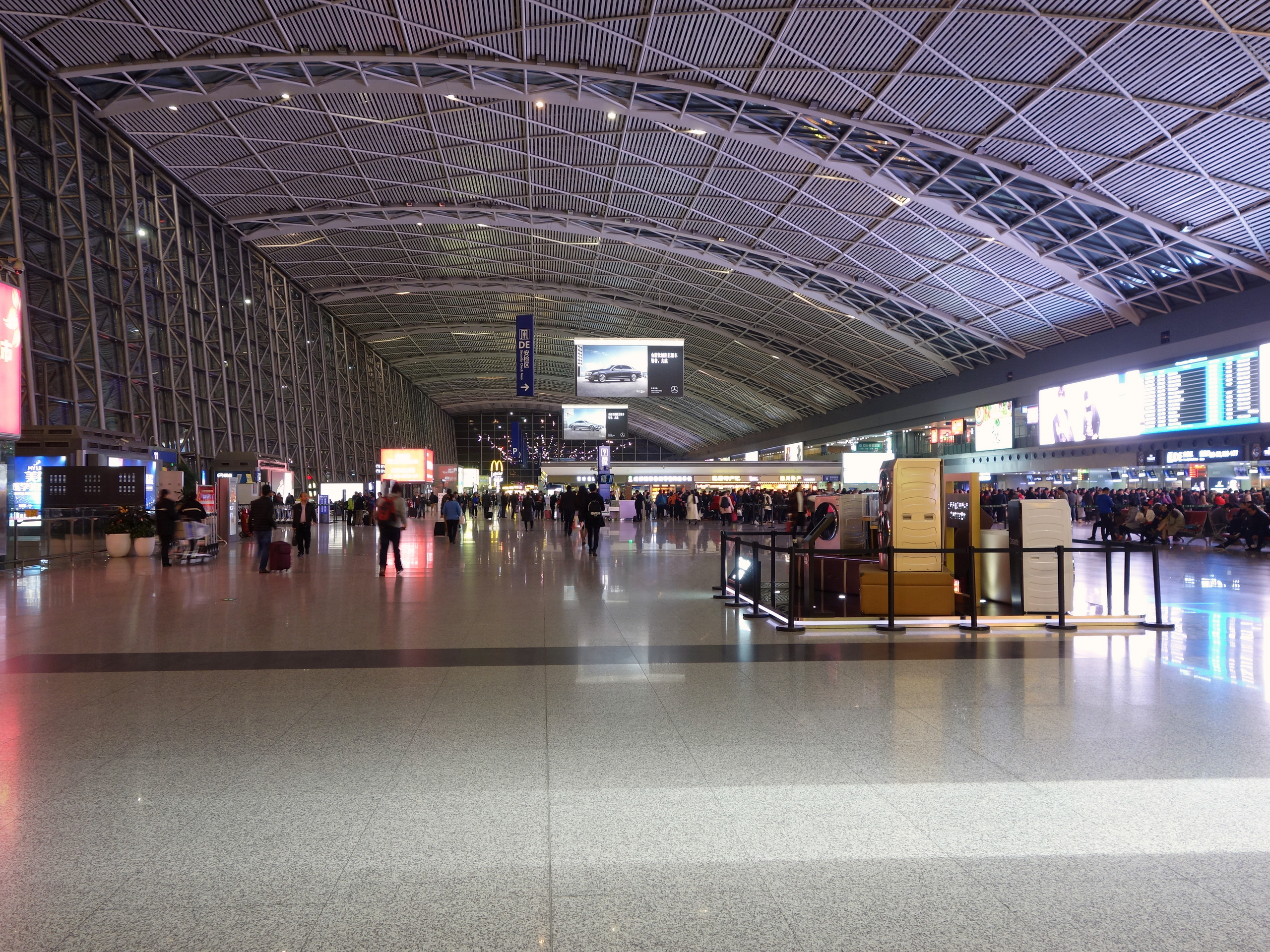
Terminal 2 concourse of Chengdu Shuangliu Int'l Airport
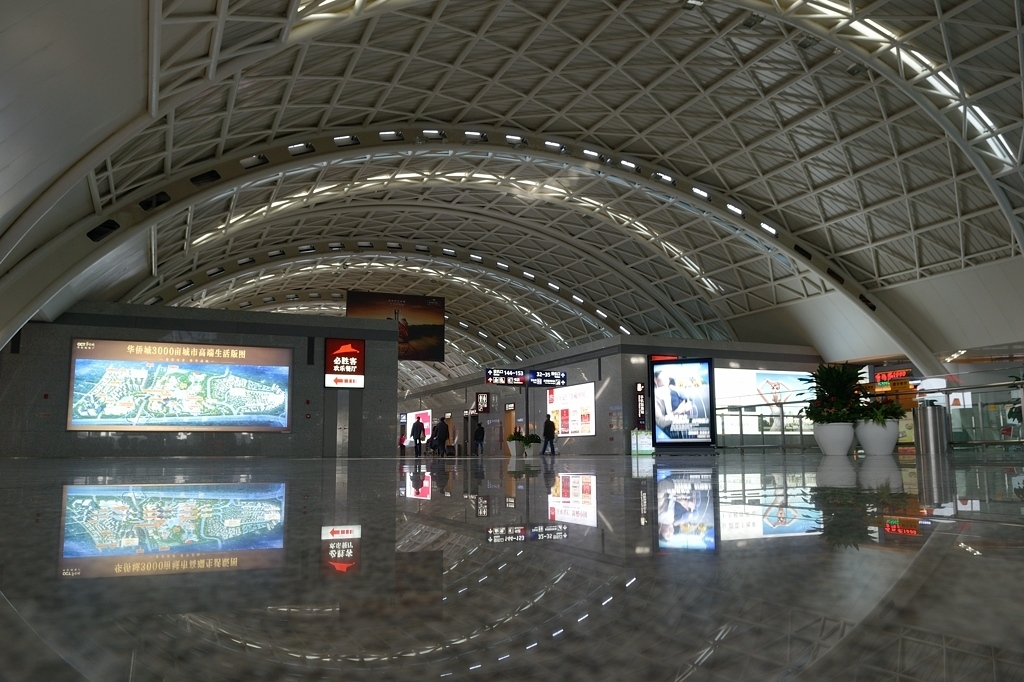
Terminal 2 of Chengdu Shuangliu Int'l Airport